# Ayuntamiento de Ponferrada
El Ayuntamiento de Ponferrada es el órgano encargado del gobierno y administración del municipio de Ponferrada, situado en Castilla y León, España. Está presidido por el alcalde. En 2023 ocupa dicho cargo Marco Antonio Morala López, del PP.

## Alcaldes
| Periodo   | Nombre                                                                  | Partido                                         |
| --------- | ----------------------------------------------------------------------- | ----------------------------------------------- |
| 1979-1983 | Celso López Gavela                                                      | Partido Socialista Obrero Español (PSOE)        |
| 1983-1987 | Celso López Gavela                                                      | Partido Socialista Obrero Español (PSOE)        |
| 1987-1991 | Celso López Gavela                                                      | Partido Socialista Obrero Español (PSOE)        |
| 1991-1995 | Celso López Gavela                                                      | Partido Socialista Obrero Español (PSOE)        |
| 1995-1999 | Ismael Álvarez Rodríguez                                                | Partido Popular (PP)                            |
| 1999-2003 | Ismael Álvarez Rodríguez (hasta 29 de mayo de 2002) Carlos López Riesco | Partido Popular (PP)                            |
| 2003-2007 | Carlos López Riesco                                                     | Partido Popular (PP)                            |
| 2007-2011 | Carlos López Riesco                                                     | Partido Popular (PP)                            |
| 2011-2015 | Carlos López Riesco (hasta 8 de marzo de 2013) Samuel Folgueral Arias   | Partido Popular (PP) No adscritos (ex-PSOE)/IAP |
| 2015-2019 | Gloria Fernández Merayo                                                 | Partido Popular (PP)                            |
| 2019-2023 | Olegario Ramón Fernández                                                | Partido Socialista Obrero Español (PSOE)        |
| 2023-act. | Marco Antonio Morala López                                              | Partido Popular (PP)                            |

## Pleno
| Partido político | Partido político                                                    | 1979   | 1983   | 1987   | 1991   | 1995   | 1999   | 2003   | 2007   | 2011   | 2015   | 2019   | 2023   |
| Partido político | Partido político                                                    | Ediles | Ediles | Ediles | Ediles | Ediles | Ediles | Ediles | Ediles | Ediles | Ediles | Ediles | Ediles |
|                  | Partido Socialista Obrero Español (PSOE)                            | 8      | 20     | 13     | 11     | 9      | 8      | 10     | 9      | 8      | 6      | 9      | 11     |
|                  | Partido Popular (PP)-Alianza Popular (AP)                           | 0      | 5      | 6      | 9      | 12     | 16     | 15     | 14     | 12     | 7      | 6      | 10     |
|                  | Coalición por El Bierzo (CB)                                        | —      | —      | —      | —      | —      | —      | —      | —      | —      | 2      | 2      | 2      |
|                  | Vox                                                                 | —      | —      | —      | —      | —      | —      | —      | —      | —      | 0      | —      | 2      |
|                  | Ciudadanos (CS)                                                     | —      | —      | —      | —      | —      | —      | —      | —      | —      | 2      | 2      | —      |
|                  | Unión Social de Electores Bierzo (USE)                              | —      | —      | —      | —      | —      | —      | —      | —      | —      | 5      | 2      | —      |
|                  | Partido Regionalista de El Bierzo (PRB)                             | —      | —      | —      | —      | —      | —      | 0      | 0      | 0      | 1      | 2      | 0      |
|                  | Podemos                                                             | —      | —      | —      | —      | —      | —      | —      | —      | —      | 2      | 2      | 0      |
|                  | Izquierda Unida (IU)-Partido Comunista de España (PCE)              | 2      | 0      | 0      | 1      | 2      | 0      | 0      | 0      | 0      | —      | 0      | —      |
|                  | Independientes Agrupados de Ponferrada (IAP)                        | —      | —      | —      | —      | —      | —      | —      | —      | 5      | —      | —      | —      |
|                  | Partido de El Bierzo (PB)                                           | —      | 0      | 3      | 2      | 2      | 1      | 0      | 0      | 0      | —      | —      | —      |
|                  | Unión del Pueblo Leonés (UPL)                                       | —      | —      | —      | —      | —      | —      | 0      | 2      | 0      | —      | —      | —      |
|                  | Centro Democrático y Social (CDS)-Unión de Centro Democrático (UCD) | 8      | 0      | 3      | 2      | —      | —      | —      | —      | —      | —      | —      | —      |
|                  | Asociación de Vecinos Independientes (AVI)                          | 5      | —      | —      | —      | —      | —      | —      | —      | —      | —      | —      | —      |
|                  | Independientes del Bierzo (IB)                                      | 2      | —      | —      | —      | —      | —      | —      | —      | —      | —      | —      | —      |

## Resultados electorales históricos
| Partido político                                                    | 1979  | 1979       | 1983  | 1983       | 1987  | 1987       | 1991  | 1991       | 1995  | 1995       | 1999  | 1999       | 2003  | 2003       | 2007  | 2007       | 2011  | 2011       | 2015  | 2015       | 2019  | 2019       | 2023  | 2023       |
| Partido político                                                    | %     | Concejales | %     | Concejales | %     | Concejales | %     | Concejales | %     | Concejales | %     | Concejales | %     | Concejales | %     | Concejales | %     | Concejales | %     | Concejales | %     | Concejales | %     | Concejales |
| Partido Socialista Obrero Español (PSOE)                            | 29,16 | 8          | 67,41 | 20         | 44,88 | 13         | 40,52 | 11         | 35,61 | 9          | 30,98 | 8          | 32,95 | 10         | 29,77 | 9          | 24,4  | 8          | 20,91 | 6          | 32,13 | 9          | 33,22 | 11         |
| Partido Popular (PP)-Alianza Popular (AP)                           | —     | —          | 18,98 | 5          | 22,48 | 6          | 32,40 | 9          | 44,20 | 12         | 57,34 | 16         | 48,50 | 15         | 49,16 | 14         | 38,96 | 12         | 23,28 | 7          | 22,96 | 6          | 30,80 | 10         |
| Coalición por El Bierzo (CB)                                        | —     | —          | —     | —          | —     | —          | —     | —          | —     | —          | —     | —          | —     | —          | —     | —          | —     | —          | 8,95  | 2          | 9,23  | 2          | 8,62  | 2          |
| Vox                                                                 | —     | —          | —     | —          | —     | —          | —     | —          | —     | —          | —     | —          | —     | —          | —     | —          | —     | —          | 0,85  | 0          | —     | —          | 7,82  | 2          |
| Ciudadanos (CS)                                                     | —     | —          | —     | —          | —     | —          | —     | —          | —     | —          | —     | —          | —     | —          | —     | —          | —     | —          | 9,27  | 2          | 8,24  | 2          | —     | —          |
| Unión Social de Electores Bierzo (USE)                              | —     | —          | —     | —          | —     | —          | —     | —          | —     | —          | —     | —          | —     | —          | —     | —          | —     | —          | 18,58 | 5          | 7,79  | 2          | —     | —          |
| Partido Regionalista de El Bierzo (PRB)                             | —     | —          | —     | —          | —     | —          | —     | —          | —     | —          | —     | —          | 2,46  | 0          | 2,95  | 0          | 2,62  | 0          | 5,22  | 1          | 7,40  | 2          | 4,71  | 0          |
| Podemos                                                             | —     | —          | —     | —          | —     | —          | —     | —          | —     | —          | —     | —          | —     | —          | —     | —          | —     | —          | 7,89  | 2          | 7,20  | 2          | 4,8   | 0          |
| Izquierda Unida (IU)-Partido Comunista de España (PCE)              | 10,15 | 2          | 3,74  | 0          | 4,34  | 0          | 5,08  | 1          | 7,61  | 2          | 4,6   | 0          | 4,04  | 0          | 4,99  | 0          | 4,91  | 0          | —     | —          | 2,39  | 0          | —     | —          |
| Unión Progreso y Democracia (UPyD)                                  | —     | —          | —     | —          | —     | —          | —     | —          | —     | —          | —     | —          | —     | —          | —     | —          | 0,98  | 0          | 1,23  | 0          | —     | —          | —     | —          |
| Independientes Agrupados de Ponferrada (IAP)                        | —     | —          | —     | —          | —     | —          | —     | —          | —     | —          | —     | —          | —     | —          | —     | —          | 16,53 | 5          | —     | —          | —     | —          | —     | —          |
| Partido de El Bierzo (PB)                                           | —     | —          | 4,3   | 0          | 12,53 | 3          | 9,19  | 2          | 8,7   | 2          | 5,3   | 1          | 4,68  | 0          | 4,69  | 0          | 4,24  | 0          | —     | —          | —     | —          | —     | —          |
| Movimiento Alternativo Social (MASS)                                | —     | —          | —     | —          | —     | —          | —     | —          | —     | —          | —     | —          | —     | —          | —     | —          | 3,59  | 0          | —     | —          | —     | —          | —     | —          |
| Unión del Pueblo Leonés (UPL)                                       | —     | —          | —     | —          | —     | —          | —     | —          | —     | —          | —     | —          | 4,11  | 0          | 6,68  | 2          | 0,83  | 0          | —     | —          | —     | —          | —     | —          |
| Centro Democrático y Social (CDS)-Unión de Centro Democrático (UCD) | 27,27 | 8          | 1,36  | 0          | 10,17 | 3          | 6,84  | 2          | —     | —          | —     | —          | —     | —          | —     | —          | —     | —          | —     | —          | —     | —          | —     | —          |
| Izquierda Berciana (IB)                                             | —     | —          | —     | —          | —     | —          | 3,11  | 0          | —     | —          | —     | —          | —     | —          | —     | —          | —     | —          | —     | —          | —     | —          | —     | —          |
| Partido Demócrata Popular (PDP)                                     | —     | —          | —     | —          | 4,55  | 0          | —     | —          | —     | —          | —     | —          | —     | —          | —     | —          | —     | —          | —     | —          | —     | —          | —     | —          |
| Partido Demócrata Liberal (PDL)                                     | —     | —          | 4,21  | 0          | —     | —          | —     | —          | —     | —          | —     | —          | —     | —          | —     | —          | —     | —          | —     | —          | —     | —          | —     | —          |
| Asociación de Vecinos Independientes (AVI)                          | 17,97 | 5          | —     | —          | —     | —          | —     | —          | —     | —          | —     | —          | —     | —          | —     | —          | —     | —          | —     | —          | —     | —          | —     | —          |
| Independientes del Bierzo (IB)                                      | 8,53  | 2          | —     | —          | —     | —          | —     | —          | —     | —          | —     | —          | —     | —          | —     | —          | —     | —          | —     | —          | —     | —          | —     | —          |
| Coalición Democrática (CD)                                          | 3,62  | 0          | —     | —          | —     | —          | —     | —          | —     | —          | —     | —          | —     | —          | —     | —          | —     | —          | —     | —          | —     | —          | —     | —          |
| Fuerza Nueva (FN)                                                   | 2,81  | 0          | —     | —          | —     | —          | —     | —          | —     | —          | —     | —          | —     | —          | —     | —          | —     | —          | —     | —          | —     | —          | —     | —          |
| Partido del Trabajo de España (PTE)                                 | 0,50  | 0          | —     | —          | —     | —          | —     | —          | —     | —          | —     | —          | —     | —          | —     | —          | —     | —          | —     | —          | —     | —          | —     | —          |

## Evolución de la deuda viva municipal
El concepto de deuda viva contempla sólo las deudas con cajas y bancos relativas a créditos financieros, valores de renta fija y préstamos o créditos transferidos a terceros, excluyéndose, por tanto, la deuda comercial.
| Gráfica de evolución de la deuda viva del Ayuntamiento entre 2008 y 2023                             |
| |
| Deuda viva del Ayuntamiento de Ponferrada, en miles de euros, según datos del Ministerio de Hacienda |

## Escándalo de acoso sexual
Nevenka Fernández, concejala de Hacienda desde 1999, comenzó una relación sentimental con Ismael Álvarez, alcalde desde 1995, ambos del Partido Popular (PP). Cuando ella quiso terminar la relación, él comenzó a acosarla con tocamientos, insultos, amenazas y presión psicológica tanto en el ámbito laboral como en su vida personal. Tras esto, interpuso denuncia contra Álvarez por acoso sexual, en una época en la que estos temas aún eran tabú en España. 
Nevenka se enfrentó a una fuerte presión mediática y social, incluyendo el rechazo de parte de la ciudadanía de Ponferrada, que apoyaba al alcalde. Ismael Álvarez fue el primer político español condenado por acoso sexual. La sentencia lo obligó a pagar una indemnización y le impuso una multa, aunque no entró en prisión.
En los medios de comunicación de la época, se mostraba a Álvarez como «un político caído en desgracia», mientras que Nevenka era retratada como una «chica problemática». Federico Jiménez Losantos (COPE) llegó a decir que el juicio había sido «exagerado» y que se estaba castigando a un político por «tener un lío con una concejala». Desde el programa Protagonistas, de Onda Cero, dirigido por Luis del Olmo, natural de Ponferrada, Alfonso Ussía indicaba: «El mismo hecho de acosar sexualmente a una mujer con la que se ha cumplido holgadamente el sexo se me antoja una contradicción». Ana Rosa Quintana comentaba en televisión: «Una chica que es licenciada, que tiene un máster, que es concejala de Hacienda, que tiene solvencia cultural... Primero, ¿cómo se deja ser acosada? Y después, ¿cómo tarda tanto tiempo en denunciar?».
Tras conocerse la sentencia, Ismael Álvarez dimitió como alcalde, pero en 2011 volvió a la política fundando su propio partido, Independientes Agrupados de Ponferrada (IAP), que consiguió 5 concejales y logró ser decisivo. En febrero de 2013, el Partido Socialista Obrero Español (PSOE) y el IAP presentaron conjuntamente una moción de censura contra el entonces alcalde del Partido Popular (PP), Carlos López Riesco. Esta moción proponía a Samuel Folgueral Arias, del PSOE, como nuevo alcalde. La colaboración del PSOE con Ismael Álvarez, previamente condenado por acoso sexual en el caso Nevenka, generó una fuerte polémica. Figuras destacadas del PSOE, como Carme Chacón, expresaron su desacuerdo con la alianza. Según el nuevo alcalde, Samuel Folgueral, se había pactado con Ismael Álvarez su dimisión como concejal en el acuerdo para la moción de censura, hecho que ocurrió el mismo día de la misma.
En 2024 se estrenó la película Soy Nevenka, dirigida por Icíar Bollaín. Fue rodada en Bilbao y en Zamora, puesto que el Ayuntamiento no concedió permiso para hacerlo en Ponferrada, contestando con silencio administrativo al hacérsele la petición.